# Juliana Santner
Juliana Santner, död efter 1781, var en österrikisk musiker. Hon var omtalad som vokalist, organist och dirigent av religiös musik i cisterciensklostret Tischnowitz i Mähren 1759–1767, där hon var priorinna 1779–1781. 